# Dichtmünze

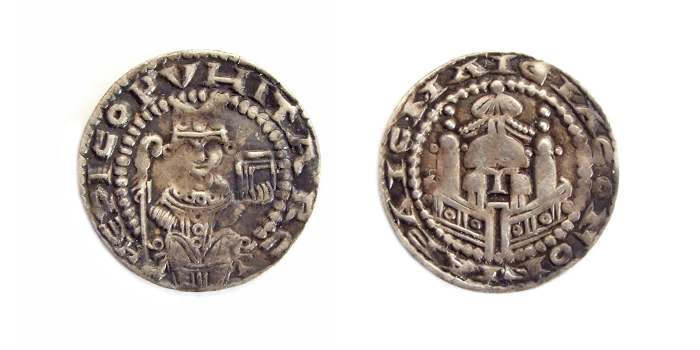
Dichtmünze: beidseitig erhaben geprägter Silberdenar des Kölner Erzbischofs Philipp von Heinsberg (ca. 1175–1181)

Dichtmünzen sind im Unterschied zu Brakteaten oder Hohlpfennigen massive Kleinmünzen des Mittelalters mit beidseitiger erhabener Prägung.
Der Begriff „Dichtmünze“ wird nur selten verwendet und bezeichnet eine Münze, deren Form dem alltäglichen Verständnis einer Münze entspricht: rund, massiv und beidseitig mit erhabenem Münzbild. Von Bedeutung ist die Bezeichnung in der Numismatik genau dort, wo Brakteaten oder Hohlpfennige gemeinsam mit anderen mittelalterlichen Kleinmünzen im Münznominal des Denars oder Pfennigs – den Dichtmünzen – behandelt werden.